# لياندرو كاروسو
لياندرو كاروسو (بالإسبانية: Leandro Caruso)‏ هو لاعب كرة قدم أرجنتيني، ولد في 14 يوليو 1981 في أفيانيدا في الأرجنتين. لعب مع أرجنتينوس جونيورز وأرسنال ساراندي وريفر بليت وغودوي كروز وفيليز سارسفيلد ونادي أودينيزي ونادي تيخوانا وهوراكان.

## وصلات خارجية
- لياندرو كاروسو على موقع قاعدة بيانات كرة القدم.إي يو (الإنجليزية)
- لياندرو كاروسو على موقع Soccerway.com (الإنجليزية)